# 28967 Gerhardter
28967 Gerhardter este un asteroid din centura principală de asteroizi.

## Descriere
28967 Gerhardter este un asteroid din centura principală de asteroizi. A fost descoperit pe 27 aprilie 2001 la Socorro, New Mexico, în cadrul proiectului LINEAR. Asteroidul prezintă o orbită caracterizată de o semiaxă mare de 2,21 ua, o excentricitate de 0,17 și o înclinație de 6,8° în raport cu ecliptica.